# ジュール・ドラッシュ
ジュール・ジョゼフ・ドラッシュ （仏: Jules Joseph Drach、1871年3月13日 – 1949年3月8日
）はフランスの数学者。 

## 経歴
ドラッシュの家系はアルザス地方に起源がある。普仏戦争の勃発でドラッシュの両親はサン＝ディエへ逃れた。ドラッシュはサン＝ディエとナンシーのリセに通い、高等師範学校（ENS）へ進学した。1892年にアグレガシオン試験に不合格となったが、ポル・タンヌリーの支援を得て、1898年にPhDを獲得した。博士論文ではピカール、リー、ヴェシオの作品を基に、微分方程式を用いてガロア理論を発展させた。その後クレルモン＝フェランの大学（Faculté des Sciences）の准教授に就いた。リール、ポワチエ、トゥールーズの教授職を歴任した後、1913年にソルボンヌ大学で解析力学と高等解析学の教授になった。第一次世界大戦の間は弾道学の数学理論を学び、1920年頃に研究結果を発表した。 国際数学者会議ではボレルと同数の7回の講演を行った。
引退の際は、病気療養で頻繁に利用した屋敷を所有していたカヴァレールに移住し、数学の研究を続けた。
解析学と解析力学に加えてドラッシュは数論、偏微分方程式、微分幾何学の分野においても活躍した。1920年にはフランス数学会会長を務め、1929年、科学アカデミー会員に選出された。
ドラッシュとその友人であったエミール・ボレルは1892年にアンリ・ポアンカレ、1895年にポル・タンヌリーの講義ノートを出版した。ドラッシュはポアンカレの作品集の共編集者も務めた。
ドラッシュはマティルデ・ギトン（Mathilde Guitton）と結婚した。息子のピエール・ドラッシュは著名な生物学者となった。

## 作品
- Poincaré, H. (1892). Borel, Émile; Drach. eds. Leçons sur la théorie de l'élasticité. Cours de physique mathématique. Paris: G. Carré
- Borel, Émile; Drach, Jules (1895). Introduction à l'Étude de la Théorie des Nombres et de l'Algèbre Supérieure, d'apres des Conférences faites à l'École Normale Supérieure, par M. Jules Tannery. Paris: Nony[4]
- “Sur les équations différentielles du premier ordre et du premier degré”. Comptes Rendus de l'Académie des Sciences 158:  926–929. (1914).
- Drach, Jules (1920). “L'équation différentielle de la balistique extérieure et son intégration par quadratures”. Annales Scientifiques de l'École Normale Supérieure 37:  1–94. doi:10.24033/asens.719.